# 史維特拉·奧澤托娃
史維特拉·奧澤托娃（Svetla Otsetova，1950年11月23日—）保加利亞女子賽艇運動員，兩次參加奧運會。她是國際奧林匹克運動史上第三位成為國際奧委會女委員。
奧澤托娃出生在一個體育世家，曾祖父是滑冰選手，祖父是網球選手．母親是游泳家。奧澤托娃小時候，受家庭的影響，顯示了她體育的才能。她母親極力要培養她成為游泳明星，但幼年的奧澤托娃由於離索非亞體育學院滑船訓練基地近，使她對這項活動產生了極大的興趣．並很快就成為重點培養對象。1968年入選到國家隊，在她18歲時就獲得了女子賽艇世界冠軍。1968年起在國家隊賽艇生涯12年，兩次參加奧運會；1976年在蒙特利爾舉行的第二十一屈奧運會上，她與兹德拉芙卡·约尔丹诺娃（Zdravka Yordanova）合作以 4'01"22 的成績獲得雙人單漿無舵手賽金牌；1980年她再參加該項，但獲得第四名。以後，她退出了賽艇賽壇，任國際奧委會委員，她成為國際奧林匹克運動史上第三位國際奧委會女委員，也是截止到1985年底國際奧妥會共有92名委員中四位女委員之一。